# Jinous Nemat Mahmoudi
Zhinous Nemat Mahmoudi O Jin(o)nos Ni (Teherán 27 de diciembre de 1929 - 1981) fue una meteoróloga iraní. Dirigió el servicio meteorológico de su país. 

## Trayectoria

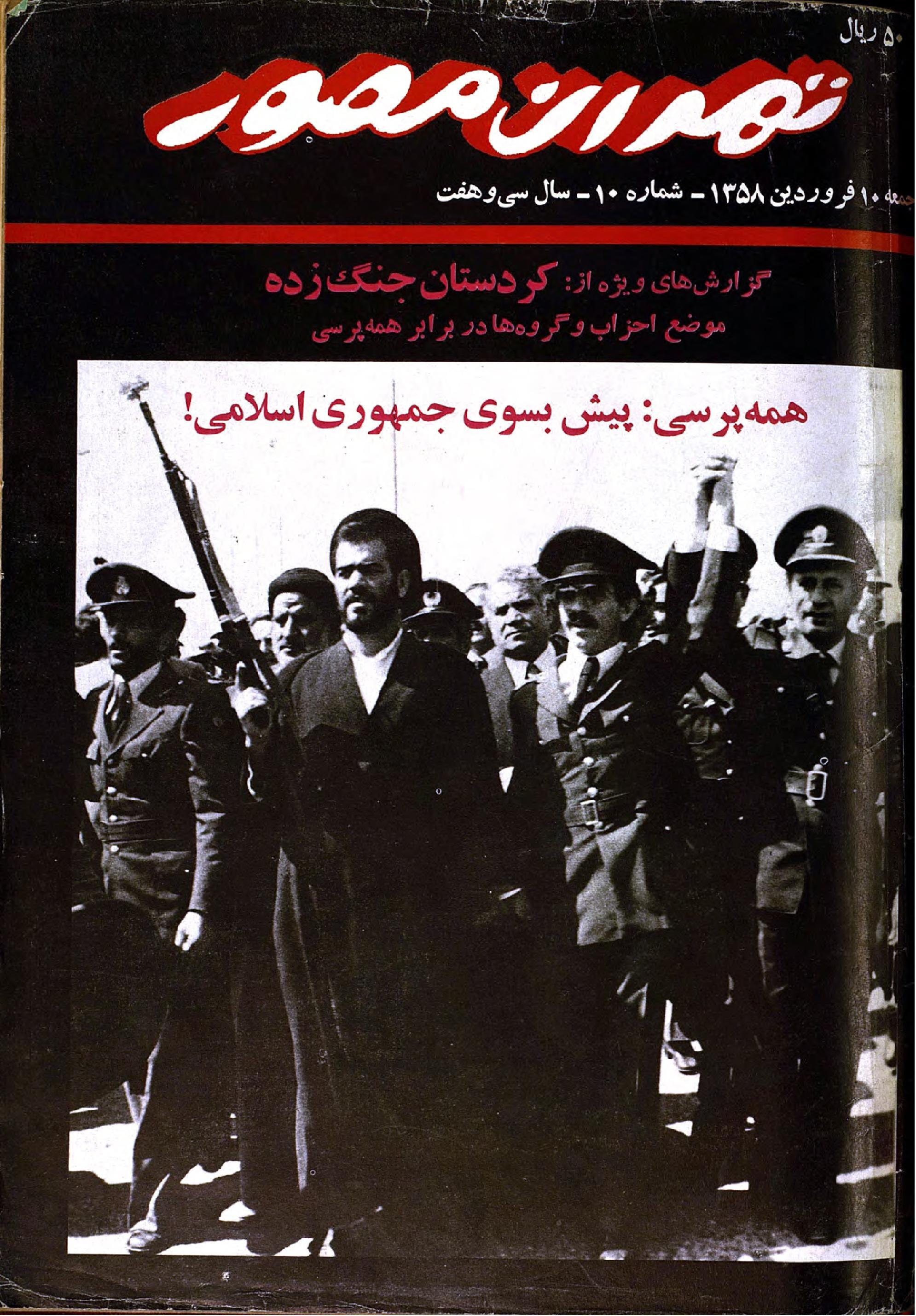
Cubierta de frente de la revista de su padre en 1979

Mahmoudi nació en 1929 en Teherán. Hija de una profesora y de un editor. Su padre publicó Teherán Mosavar, una revista muy consolidada y popular durante el reinado del Sah.
Estaba muy interesada por la ciencia y la información. Diseñó un plan para reunir conocimientos y salvaguardarlos. Su idea fue utilizar microfilmes para que se conservara la información.
En la universidad estudió Física y Meteorología, lo que la llevó a trabajar en el pronóstico del tiempo. Fue la primera mujer meteoróloga de Irán. Dirigió la Organización Meteorológica Nacional que formaba parte del Ministerio de Defensa de su país. Tenía el rango de facto de un general. Se interesó por los derechos de la mujer y dirigió el proyecto Atlas que investigaba cómo la energía solar podría ser aplicada.
Se casó con Houshang Mahmoudi, que presentaba en televisión programas para niños. Tuvieron tres hijos. Eran miembros de la fe Bahaismo (bahá'í).
En 1979 se produjo la revolución iraní y la fe bahá'í y sus seguidores fueron perseguidos. Perdieron sus trabajos y vivieron y trabajaron en secreto con sus hijos, más tarde enviados al extranjero. Ella se convirtió en lideresa de la fe Baha'i a pesar de que algunos miembros fueron asesinados. Su marido desapareció en agosto de 1980 y fue ejecutado. Tiempo después se le dijo a su familia, de manera no oficial, dónde podían encontrar su tumba. Fue arrestada el 13 de diciembre de 1981 junto con otros líderes de su fe en una Asamblea Espiritual Nacional. Los otros eran Sirous Rowshani, Kamran Samimi, Mahmoud Majnoob, Jalal Azizi, Mehdi Amin Amin, Ezzat Forouhi y Ghodrat Rouhani. Fueron asesinados por un pelotón de fusilamiento el 27 de diciembre.
Doscientos seguidores del Bahaismo fueron ejecutados en Irán hasta 1998.

## Legado
En 2018 se pidió a la Cámara de Representantes de los Estados Unidos que aprobara una resolución de la Cámara (HR274) en el 36.º aniversario de la muerte de la Sra. Jinous Mahmoudi. La resolución "condena la persecución de la minoría Bahai por parte del gobierno de Irán, patrocinada por el Estado".